# 保原町
保原町（ほばらまち）は、福島県伊達郡にあった町である。2006年1月1日、同じ伊達郡の伊達町、梁川町、霊山町（りょうぜんまち）、月舘町と合併して、伊達市となった。
市役所本庁舎は旧保原町役場、分庁舎は旧梁川町役場となり、旧伊達町、旧霊山町、旧月舘町の役場は市役所支所となった。

## 概要
保原町は、信達平野（しんたつへいや）の東部に位置し、県都福島市に隣接する町である。1889年（明治22年）4月1日、町村制施行に伴い伊達郡保原村が町制を施行し保原町が発足。1955年（昭和30年）、保原、大田、上保原、柱沢、富成の1町4村が合併。東に阿武隈山系の霊山、西に吾妻連峰、北には宮城県境の山々を望み、西北を阿武隈川が北に流れている。阿武隈川流域は、古くから養蚕地として開け、保原町は信達平野の生糸の集散地、蚕取引の中心地として栄えた。現在は、地場産業であるニット製造業に加え、誘致企業を中心とした電子機器関連工場が、町の基幹産業として定着している。
保原町の平地は、豊かな水田地帯で、県北の穀倉地帯の一部となっている。また、恵まれた肥沃な土壌を活かして、明治・大正時代からりんご、桃、プラム、柿などの果樹栽培が始まり、特に質の良い桃は全国に「福島の桃」の評価を高め、年間4,000tの生産量を誇っている。
国道349号線沿いに位置し、阿武隈急行で県都・福島に20分、東京に約120分の充実したアクセスは、豊かな自然の中でのビジネス、都市型生活を可能にし、自然と共存する新時代の町として成長しつづけている。

## 歴史

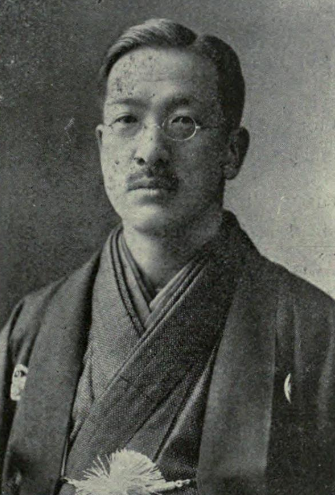
保原町出身の太宰文蔵(百七銀行頭取、福島産業組合理事長)

保原には、縄文・弥生・古墳時代の土器や石器・住居跡などが町内のあちこちにあり、古くから人々が住んでいたことがわかる。また、5〜7世紀と推定される大泉みずほ古墳群跡は、方墳・円墳・前方後円墳が集中する大変珍しい遺跡である。 
鎌倉時代初期には、伊達家の始祖・伊達朝宗が源頼朝から伊達郡を拝領し、高子岡城を築いた。小高い丘にあるその城址から伊達平野が一望できる。戦国時代には伊達氏の家臣・中島伊勢（中島宗忠）が保原に入る。中島氏は輝宗時代に、相馬氏との戦いで活躍して伊具郡金山城を賜って移った。
現在の陣屋通りの北東には保原城が築かれ、桃山時代に会津に入部した上杉景勝は保原城の改築を行っている。
江戸時代には引き続き上杉氏米沢藩の所領となり、保原城は大石氏が居城した。城ノ内、鉄炮町などの地名は、城下町の名残りをとどめている。
保原城主の大石綱元と郡代の平林正恒は、開田・用水堰の開削を積極的に奨励した。保原の肝煎・渡辺新左衛門および、梁川代官・堀江与五衛門らは
、慶長10年（1605年）砂子(いさご）堰を築きあげ、保原地方の肥沃な田畑の基礎をつくっている。
1636年には大石氏に代わり、小越清道が保原城の城代となって派遣された。
寛文4年（1664年）、上杉綱憲が後継者を決めぬまま急死し、本来ならば改易になるところを、吉良義央の長男・綱憲を養子を迎えることによって上杉家の存続が認められるという騒動の際に、上杉領は30万石から15万石となり、保原地方を含む伊達郡（および信夫郡と置賜郡屋代）は没収され、天領となった。この時、保原城も廃城となったといわれる。
寛保2年（1742年）には、白河藩（松平氏）の代官所として保原陣屋が設けられ保原地方の17ヶ村（約2万石）がこの支配に属した。このころ、毎月5と10の日に町通りに市が立ち、生糸や真綿が売買され、保原は商人のまちとして大きく発展した。

## 町長
- 仁志田昇司 - 最後の町長（2001年-2005年）、合併後の初代伊達市長（2006年-2018年）

## 著名な出身者
- 信夫山治貞